# Onze Mondial
Onze Mondial (in italiano "undici mondiale") è una delle maggiori riviste sportive mensili in Francia.
La rivista nacque con il nome Onze nel 1976, arrivando a pubblicare 157 numeri (l'ultimo numero è del gennaio 1989). Nel gennaio 1989, senza alcun preavviso ai lettori, vi fu la fusione con la rivista Mondial (nata nel 1979 con 106 numeri pubblicati) arrivando al nome attuale. 
La prima pubblicazione ufficiale fu quindi del febbraio 1989 con in copertina il calciatore francese Stéphane Paille. In base a questa datazione, sono stati pubblicati due numeri speciali della rivista: nel decimo anniversario (1996, numero 84) e nel ventennale della fusione (2006, numero 204). 
Il mensile pubblica foto, reportages e inchieste del mondo del calcio. Informa i lettori sui club, sui migliori giocatori di cui pubblica interviste esclusive, e in più tutta l'attualità calcistica dal punto di vista nazionale ed internazionale.
Permette ai lettori di porre le domande ai loro calciatori preferiti in un angolo dedicato, chiamato "Onze questions" (undici domande).